# Michel-François Demasso
Pour les articles homonymes, voir Demasso.
Michel-François Demasso est un peintre français, né le 8 août 1654 à Lyon et mort le 28 décembre 1731 à Lentilly.
Il est le fils de François Demasso et le frère de Simon Demasso.